# Palazzo di Giustizia (Parigi)

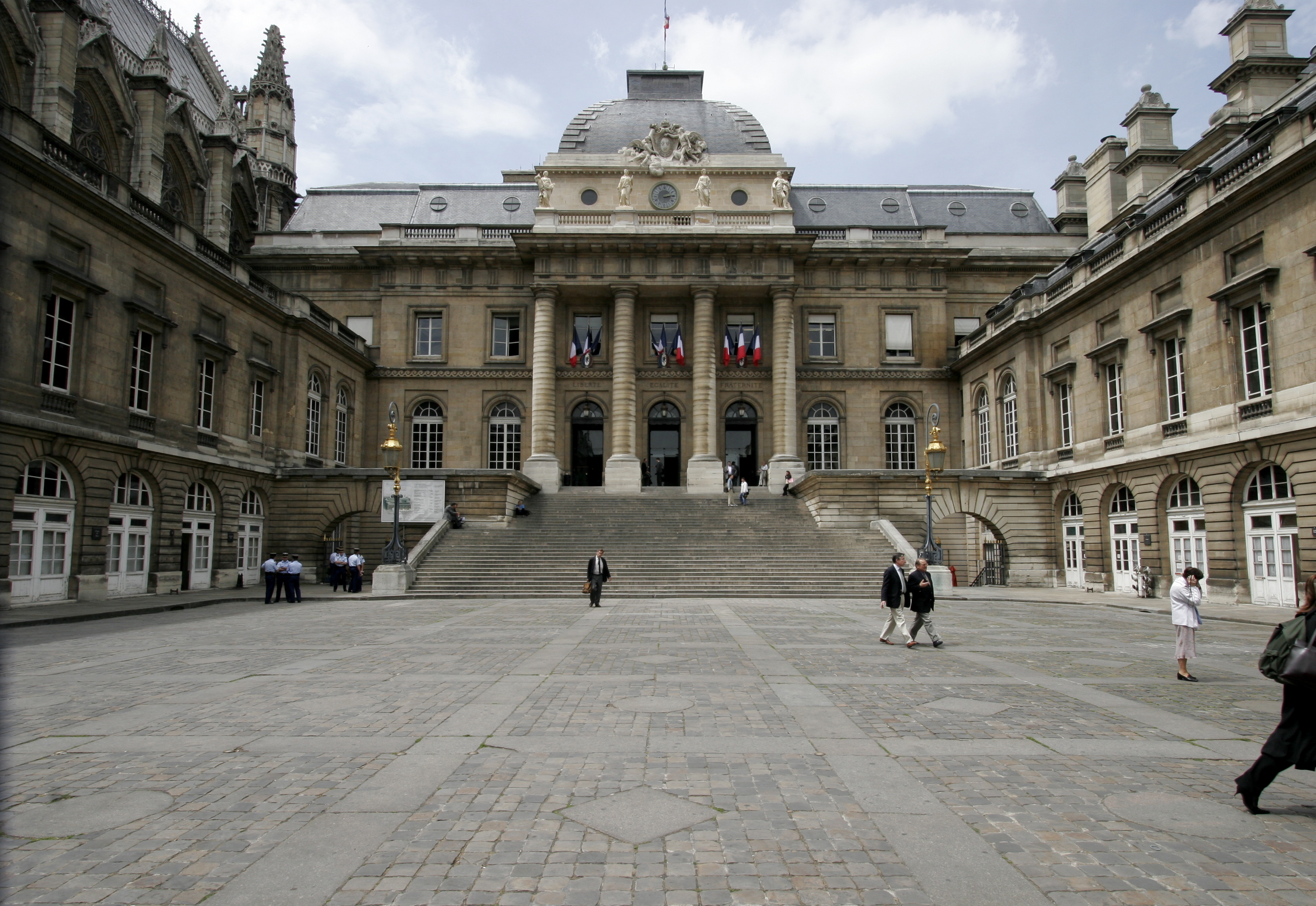
Cortile principale

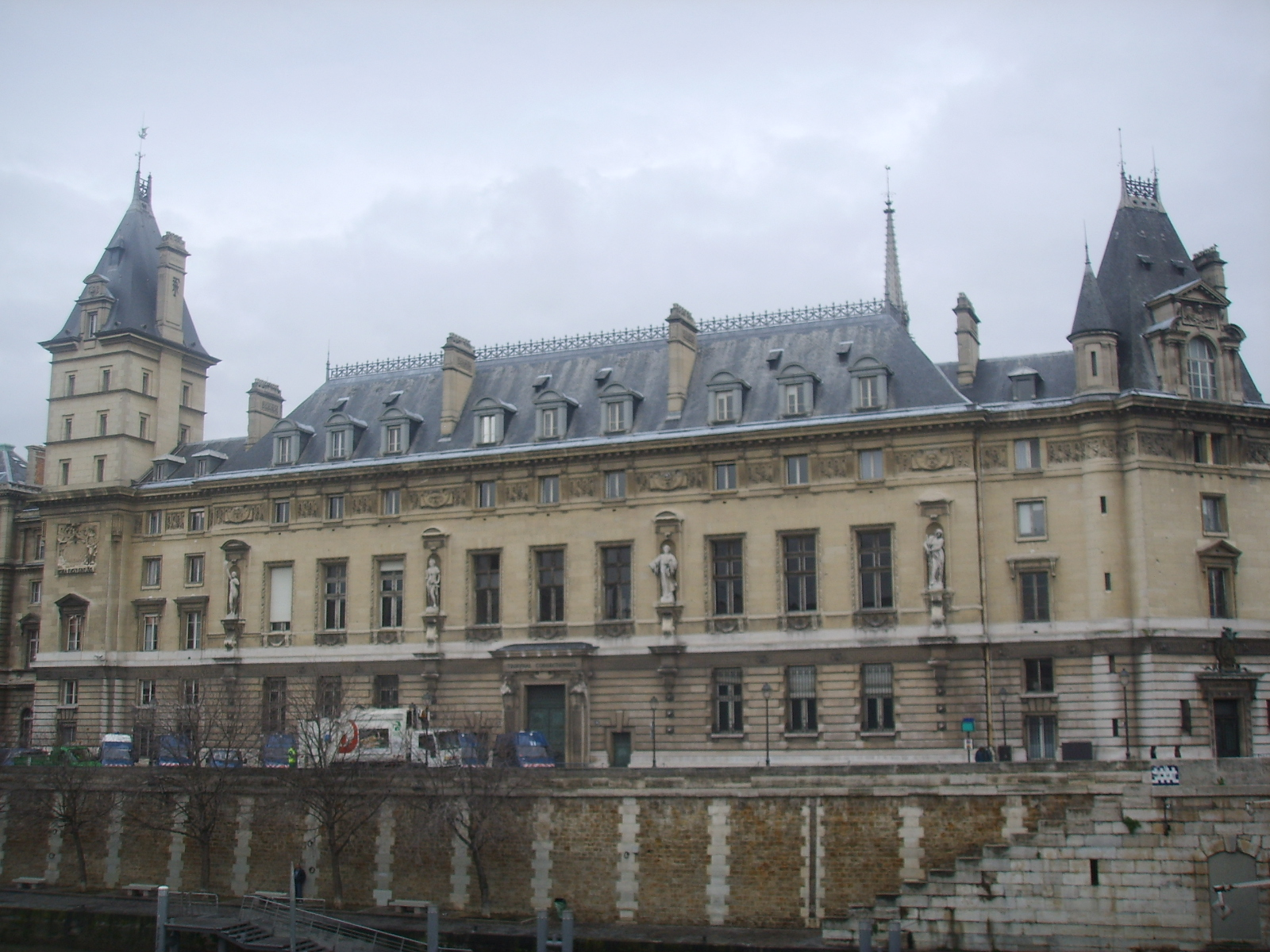
L'ala sud

Il Palais de Justice (pronuncia: [palɛ də ʒystis]), che si trova sull'Île de la Cité, nel centro di Parigi, in Francia, sorge sul sito dell'antico Palais de la Cité di San Luigi, di cui rimane la Sainte-Chapelle, la Conciergerie e la Tour de l'Horloge il cui orologio (da cui il nome) fu realizzato nel 1370 dall'orologiaio lorenese Henri de Vic.

## Storia
In questo sito, fin dal Medioevo, veniva amministrata la giustizia dello Stato francese. Dal XVI secolo alla rivoluzione francese, questa fu la sede del Parlamento di Parigi. Il palazzo contiene anche l'antica struttura della Conciergerie, un'ex prigione, oggi museo, dove la regina Maria Antonietta fu imprigionata, prima di essere giustiziata sulla ghigliottina. Gli esterni sono abbelliti da opere dello scultore Jean-Marie Bonnassieux.
Responsabili della sicurezza sono i gendarmi.